# Manulea altissima
Manulea altissima är en flenörtsväxtart. Manulea altissima ingår i släktet Manulea och familjen flenörtsväxter.

## Underarter
Arten delas in i följande underarter:
- M. a. glabricaulis
- M. a. longifolia